# Rod Taylor

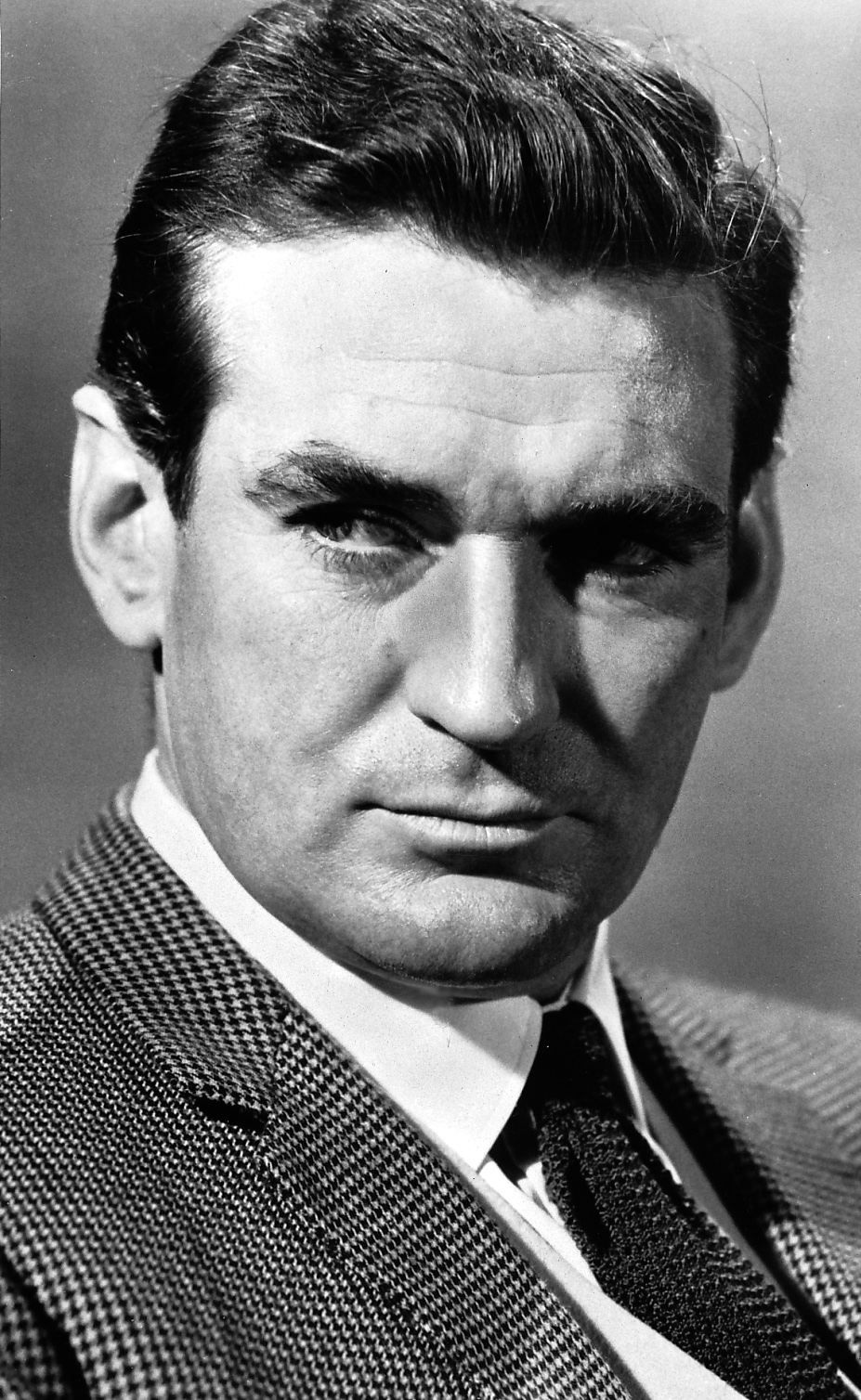
Rod Taylor (1963)

Rodney Sturt „Rod“ Taylor (* 11. Januar 1930 in Sydney, New South Wales; † 7. Januar 2015 in Los Angeles, Kalifornien) war ein australischer Schauspieler. Den Höhepunkt seiner Karriere erlebte er in den 1960er-Jahren mit Hauptrollen in Hollywood-Filmen wie Die Zeitmaschine und Die Vögel.

## Leben
Rodney „Rod“ Taylor wurde 1930 als einziges Kind des Stahlbauunternehmers William Sturt Taylor und seiner Ehefrau Mona Taylor in der australischen Metropole Sydney geboren. Seine Mutter arbeitete als Autorin von Kinderbüchern und Kurzgeschichten. Ein weitläufiger Verwandter von ihm war der britische Entdecker Charles Sturt. Taylor wuchs in Lidcombe, einem westlichen Vorort Sydneys, auf. Er studierte ein Jahr an der Sydney’s Independent Theatre School und war danach für mehrere Jahre in verschiedenen Theater-, Radio- und Filmrollen in Australien tätig. Sein Filmdebüt absolvierte er 1951 im australischen Kurzfilm Inland with Sturt. 1953 spielte er in einer US-Produktion, die in Australien gedreht wurde. Größere Aufmerksamkeit erzielte Taylor erstmals 1954 mit seiner Rolle in King of the Coral Sea, einem der erfolgreichsten australischen Filme der 1950er-Jahre. Noch im selben Jahr kam er in der Hoffnung auf eine Hollywoodkarriere in die Vereinigten Staaten. Dort war er mehrere Jahre als Nebendarsteller tätig, unter anderem in Großproduktionen wie George Stevens’ Texas-Epos Giganten (1956) mit Elizabeth Taylor und James Dean sowie in der Komödie Immer die verflixten Frauen, in der Shirley MacLaine und David Niven die Hauptrollen spielten. Auch in zahlreichen US-Fernsehserien der 1950er-Jahre übernahm er Gastrollen.
Seinen Durchbruch als Filmstar hatte Rod Taylor 1960 in der Verfilmung des Romans Die Zeitmaschine von H. G. Wells, in der er als Erfinder George in die Zukunft reist. Nach dem Erfolg mit Die Zeitmaschine übernahm er die Hauptrolle in der Fernsehserie Hong Kong, die allerdings nur für ein Jahr bis 1961 lief. Ebenfalls 1961 sprach er den Hund Pongo in der Originalfassung des Disney-Filmklassikers 101 Dalmatiner.
1963 verkörperte Taylor die männliche Hauptrolle in Alfred Hitchcocks Tierhorror-Klassiker Die Vögel nach einer Kurzgeschichte von Daphne du Maurier. Er war in der Rolle des jungen Anwalts Mitch Brenner zu sehen, der von seiner Mutter (Jessica Tandy) dominiert wird und erst im Verlauf der Angriffe durch die verschiedenen Vögel sich in eine Millionärstochter (Tippi Hedren) verlieben kann. Im selben Jahr spielte er neben Jane Fonda in der Komödie Sonntag in New York einen amerikanischen Piloten. In den folgenden Jahren spielte er unter anderem den Dramatiker und Aktivisten Sean O’Casey in der Filmbiografie Cassidy, der Rebell (1965) und war zusammen mit Doris Day in den Hauptrollen der Komödie Spion in Spitzenhöschen (1966) zu sehen. Der Western Chuka (1967) war Taylors einziger Film, bei dem er auch als Produzent beteiligt war. Nach Chuka war Taylor vermehrt in Abenteuer-, Action- und Westernfilmen zu sehen.
Ab 1970 musste Taylor wie viele Stars der 1960er-Jahre seine Tätigkeit zunehmend auf Fernsehproduktionen verlegen. In den 1970er-Jahren spielte er die Hauptrollen in den Westernserien Ohne Furcht und Sattel und The Oregon Trail. Später übernahm er vor allem Gastrollen in Serien wie Falcon Crest (in einer wiederkehrenden Rolle als Frank Agretti), Mord ist ihr Hobby oder Walker, Texas Ranger. Immer wieder kehrte Taylor auch in sein Heimatland Australien zurück, wo er in kleineren Filmen die Hauptrolle spielte. 2009 hatte er mit 79 Jahren seinen letzten Filmauftritt als Winston Churchill in Inglourious Basterds von Quentin Tarantino.
Taylor war in dritter Ehe von 1980 bis zu seinem Tod mit Carol Kikumura Taylor verheiratet; seine vorherigen Ehen wurden geschieden. Aus seiner zweiten Ehe stammt eine Tochter, die US-Fernsehreporterin Felicia Taylor (* 1964). Er starb im Januar 2015, vier Tage vor seinem 85. Geburtstag, in Los Angeles an einem Herzinfarkt. Sein Grab befindet sich im Forest Lawn Memorial Park in Hollywood, Los Angeles.

## Filmografie (Auswahl)
- 1954: King of the Coral Sea
- 1954: Der Schatz der Korsaren (Long John Silver)
- 1955: Die jungfräuliche Königin (The Virgin Queen)
- 1955: Blutige Straße (Hell on Frisco Bay)
- 1955: Unbesiegt (Top Gun)
- 1956: Planet des Grauens (World Without End)
- 1956: Mädchen ohne Mitgift (The Catered Affair)
- 1956: Giganten (Giant)
- 1956: Anklage: Hochverrat (The Rack)
- 1957: Das Land des Regenbaums (Raintree Country)
- 1958: Step Down to Terror
- 1958: Getrennt von Tisch und Bett (Separate Tables)
- 1959: Twilight Zone S01E11 Testflug
- 1959: Immer die verflixten Frauen (Ask Any Girl)
- 1960: Die Zeitmaschine (The Time Machine)
- 1960: Ursus im Reich der Amazonen (La regina delle amazzoni)
- 1961: 101 Dalmatiner (One Hundred and One Dalmatians) (nur Stimme)
- 1962: Pirat der sieben Meere (Il dominatore dei sette mari)
- 1963: Die Vögel (The Birds)
- 1963: Hotel International (The V.I.P.s)
- 1963: Der Kommodore (A Gathering of Eagles)
- 1963: Sonntag in New York (Sunday in New York)
- 1964: Bezwinger des Todes (Fate Is the Hunter)
- 1965: 36 Stunden (36 Hours)
- 1965: Cassidy, der Rebell (Young Cassidy)
- 1965: L – Der Lautlose (The Liquidator)
- 1965: Bitte nicht stören! (Do Not Disturb)
- 1966: Spion in Spitzenhöschen (The Glass Bottom Boat)
- 1966: Das Hotel (Hotel)
- 1967: Chuka
- 1968: Katanga (The Mercenaries/Dark of the Sun)
- 1968: Der Haftbefehl (Nobody Runs Forever)
- 1968: Die mit den Wölfen heulen (The Hell with Heroes)
- 1970: Zabriskie Point
- 1970: McGee, der Tiger (Darker Than Amber)
- 1970: Der Mann, der die Frauen beherrschte (The Man Who Had Power Over Women)
- 1971: Pulverfaß (Powderkeg)
- 1971: Schatz in der Tiefe (The Treasure Seekers)
- 1971: Ohne Furcht und Sattel (Bearcats!) (Fernsehserie, 14 Episoden)
- 1972: Start ins Ungewisse (Family Flight) (Fernsehfilm)
- 1973: Dreckiges Gold (The Train Robbers)
- 1973: Die Helden von Afrika (Gli Eroi)
- 1973: Trader Horn (Trader Horn)
- 1973: Bis zum letzten Atemzug (The Deadly Trackers)
- 1974: Der letzte Haufen der 7. Division (Partizani)
- 1976: Blondy
- 1976–1977: Der Weg nach Oregon (The Oregon Trail) (Fernsehserie, 14 Episoden)
- 1977: Gullivers Reisen (Gulliver’s Travels) (Stimme)
- 1977: Wanderkino Pym (The Picture Show Man)
- 1980: Die Zeitbombe (Cry of the Innocent)
- 1980: Hellingers Gesetz (Hellinger’s Law) (Fernsehfilm)
- 1981: Das Leben der Jackie Kennedy (Jacqueline Bouvier Kennedy) (Fernsehfilm)
- 1982: Zeit zu sterben (A Time to Die)
- 1983: On the Run
- 1983: Operation Maskerade: Pariser Sünden (Masquerade) (Fernsehserie, 13 Episoden)
- 1985: Mask of Murder
- 1985: Marbella, un golpe de cinco estrellas
- 1985: Investigator (The Investigator)
- 1986: Hot Spot
- 1986: Outlaws (Fernsehserie, 12 Episoden)
- 1988–1990: Falcon Crest (Fernsehserie, 26 Episoden)
- 1991: Palomino (Danielle Steel’s Palomino) (Fernsehfilm)
- 1992: Kampf um Georgia (Grass Roots) (Fernsehfilm)
- 1995: Point of Betrayal
- 1995: Open Season
- 1995: Mord ist ihr Hobby (Murder, She Wrote) (Fernsehserie, 3 Episoden)
- 1996–2000: Walker, Texas Ranger (Fernsehserie, 4 Episoden)
- 1997: Welcome to Woop Woop
- 1998: Starship Osiris (Fernsehfilm)
- 2007: Die Vögel – Attack From Above (Kaw)
- 2009: Inglourious Basterds

## Auszeichnungen
- 1961: Nominiert für den Laurel Award in der Kategorie „Top Male New Personality“ (5. Platz)
- 1963: Nominiert für den Golden Apple Award als „Most Cooperative Actor“
- 1968: Nominiert für den Laurel Award in der Kategorie „Action Performance“ für Katanga (4. Platz)
- 2009: Phoenix Film Critics Society Award in der Kategorie Bestes Ensemble für Inglourious Basterds
- 2009: San Diego Film Critics Society Award in der Kategorie Bestes Ensemble für Inglourious Basterds
- 2010: Preis der Central Ohio Film Critics Association in der Kategorie Bestes Ensemble für Inglourious Basterds
- 2010: Gold Derby Award in der Kategorie Bestes Ensemble für Inglourious Basterds
- 2010: Screen Actors Guild Award in der Kategorie Bestes Ensemble für Inglourious Basterds